# Бенькі-Сьметанкі
Бенькі-Сьметанкі (пол. Bieńki-Śmietanki) — село в Польщі, у гміні Сонськ Цехановського повіту Мазовецького воєводства.
Населення — 87 осіб (2011).
У 1975-1998 роках село належало до Цехановського воєводства.

## Демографія
Демографічна структура станом на 31 березня 2011 року:
|          | Загалом | Допрацездатний вік | Працездатний вік | Постпрацездатний вік |
| -------- | ------- | ------------------ | ---------------- | -------------------- |
| Чоловіки | 44      | 5                  | 30               | 9                    |
| Жінки    | 43      | 10                 | 26               | 7                    |
| Разом    | 87      | 15                 | 56               | 16                   |